# Neolophocythere subqudrata
Neolophocythere subqudrata är en kräftdjursart som beskrevs av Grossman 1967. Neolophocythere subqudrata ingår i släktet Neolophocythere och familjen Trachyleberididae. Inga underarter finns listade i Catalogue of Life.